# Criorhina
Criorhina es un género de mosca sírfida.

## Especies
- Criorhina asilica (Fallén, 1816)
- Criorhina berberina (Fabricius, 1805)
- Criorhina floccosa (Meigen, 1822)
- Criorhina pachymera (Egger,1858)
- Criorhina ranunculi (Panzer, 1804)

Lista incompleta